# GDO
GDO són les sigles en anglès de Grid Dip Oscillator (oscil·lador amb mínim de reixa). Tècnicament, i per raons històriques, se'l podria anomenar "detector de ressonància per mínim de corrent de reixa" (de l'oscil·lador).

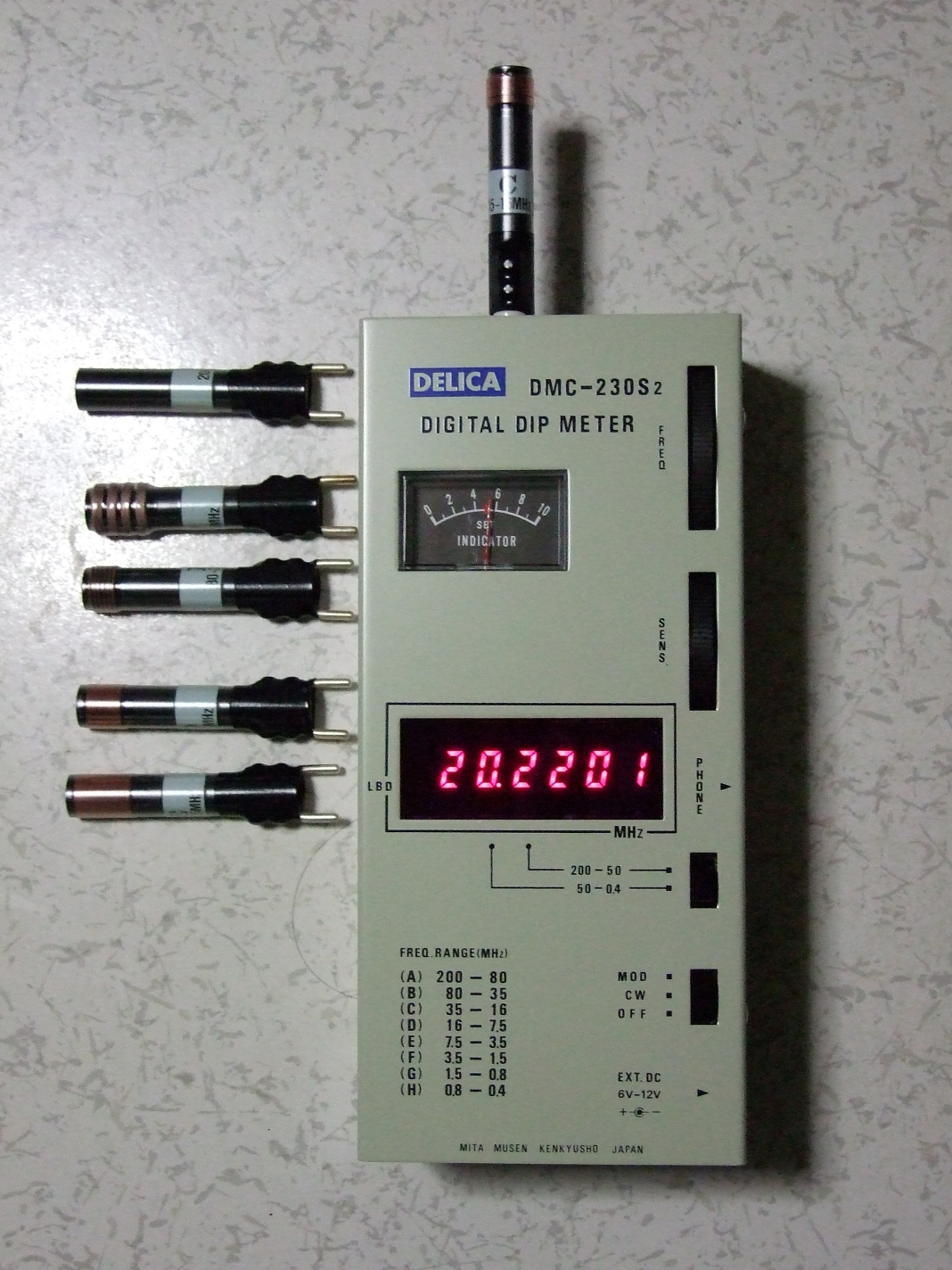
GDO-Grid dip digital amb un joc de bobines.

## Tecnologia
El GDO és un instrument que mesura l'absorció d'un camp electromagnètic generat per ell, per part dels objectes que l'envolten, en realitat els que s'acosten a la bobina externa de l'oscil·lador.
Té quatre components principal:
- Un circuit ressonant LC, format per:
  - Una bobina intercanviable
  - Un condensador variable
- Un circuit oscil·lador de freqüència coneguda.
- Un microamperímetre de gran sensibilitat, que permet apreciar el corrent "robat" al circuit de l'oscil·lador per allò que s'acosti a la bobina externa.

Al principi, els GDO estaven construïts amb oscil·ladors a vàlvules. El "mínim" de corrent es mesurava sobre la reixeta ( grid , en anglès) de la vàlvula, d'aquí el nom deGrid Dip oscillator. Alguns necessitaven una alimentació externa, i com gairebé tot equip a vàlvules, eren pesats i contenien tensions perilloses (tensió de placa 150V).
L'aparició dels transistors a efecte de camp (FET) va revolucionar la tecnologia de construcció dels GDO. A diferència dels transistors bipolars, que controlen el corrent que els travessen amb el corrent de la base, els FET controlen el corrent que els travessen segons la  tensió  d'entrada ( gate , en anglès), i presenten a més a més una impedància d'entrada d'uns quants megohm. Aquest és un comportament molt similar al de les vàlvules de buit, de manera que els GDO moderns es construeixen amb FETS i són més petits, lleugers i econòmics.
La G d'un GDO construït amb FETS ve de "Gate" i no de "Grid".

## Operació
L'operador ha de tenir una idea del rang de freqüències en el qual espera trobar la ressonància. Seguidament, inserir la bobina corresponent en el GDO. La bobina depèn del rang de freqüències esperat, i cada GDO ve amb un conjunt de bobines intercanviables i calibrades.
Llavors, a una certa distància de l'objecte del que es vol trobar la freqüència de ressonància (trobada per tanteig), l'operador varia la freqüència de l'oscil·lador del GDO, buscant la freqüència a la qual el microamperímetre indica un descens en el corrent de l'oscil·lador. El descens serà tant més abrupte com més s'acosti l'operador al circuit investigat.
L'operador llegeix llavors la freqüència al dial del GDO. Per fer una lectura més precisa, l'operador s'acosta al circuit investigat. El descens serà més abrupte i la determinació de la freqüència serà més precisa, però també més difícil de localitzar.
El GDO és un instrument de mesura que requereix de l'operador, paciència, pràctica, i sentit comú.
Un GDO permet estimar freqüències de ressonància amb 2-3 dígits de precisió.

## Aplicacions
El GDO és utilitzat per 

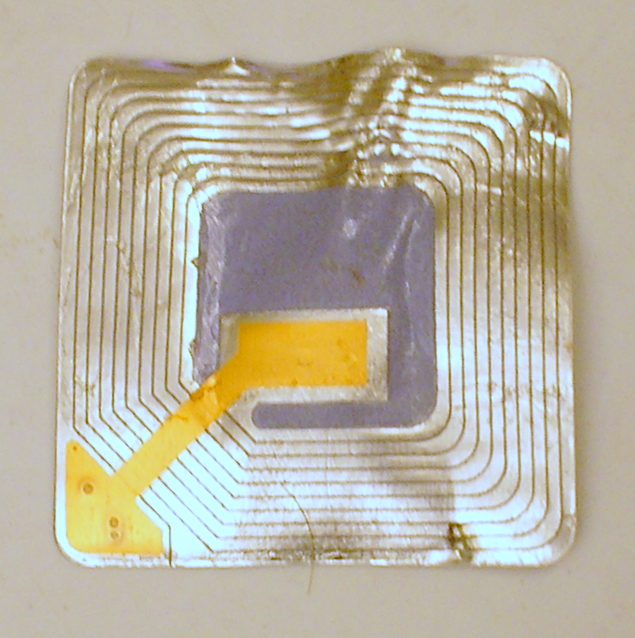
Aplicació del GDO als sistemes antirobatori dels magatzems (8,2MHz))

- Estimar la freqüència de ressonància d'una antena.
- Estimar la freqüència de ressonància d'un circuit LC d'un emissor o un receptor de ràdio.
- Detectar si un element antifurt electrònic s'acosta al bucle d'inducció d'un establiment.